# Палагай
Палага́й (рос. Палагай, тат. Палага) — присілок у складі Юкаменського району Удмуртії, Росія.
Населення — 457 осіб (2010; 459 в 2002).
Національний склад (2002):
- татари — 69 %

В 1960-их роках існувало 2 населених пункти — Великий Палагай та Малий Палагай. Пізніше вони були об'єднані.
В присілку діє середня школа, садочок, клуб, бібліотека, фельдшерсько-акушерський пункт.